# Werbach
Werbach est une commune de Bade-Wurtemberg (Allemagne), située dans l'arrondissement de Main-Tauber, dans la région de Heilbronn-Franconie, dans le district de Stuttgart.

## Personnalités liées à la ville
- Georg Hund von Wenkheim (1520-1572), grand maître né à Wenkheim.
- Thomas Buscher (1860-1937), sculpteur né à Gamburg.